# Roger Nols
Pour les articles homonymes, voir Nols.
Roger Nols est un homme politique libéral belge né le 19 juillet 1922 à Tilleur (Liège) et décédé le 13 mars 2004, à Dinant.
Restaurateur et militant du Front démocratique des francophones, il est élu conseiller communal en 1956 et occupera la fonction de bourgmestre de Schaerbeek entre 1970 et 1989.
Il siégea pendant la 47e législature de la Chambre des représentants.
En 1971, il met sur pied un Conseil communal consultatif des immigrés, un des premiers en région bruxelloise. 
En 1975, il provoque une polémique linguistique nationale (« l'affaire des guichets ») en instaurant un guichet séparé à l'administration communale pour les néerlandophones, ce qui équivaut à dispenser les employés des autres guichets de l'obligation légale de bilinguisme français-néerlandais ainsi que l'envoi par le gouvernement national d'un commissaire pour y mettre fin à cette pratique.  Sous sa gouvernance l'enseignement communal néerlandophone fut négligé et finalement fermé.
Les partis démocratiques bruxellois lui reprochent d'avoir mené dans les années 1980 une politique de délaissement des quartiers historiques, où s'était établie la population immigrée, tout en faisant preuve de démagogie xénophobe forcenée allant jusqu'à inviter Jean-Marie Le Pen à Schaerbeek dans les années 1980, à interdire les enseignes de magasin dans d'autres langues que le français ou le néerlandais, à interdire les rassemblements vespéraux de plus de trois personnes sur la voie publique, interdire les cours de religion musulmane dans les écoles communales, bloquer l'inscription d'étrangers auprès de l'administration communale,.
La majorité issue des élections communales de 1994 rompt avec le nolsisme tout en conservant quelques édiles ex-nolsistes comme le bourgmestre Francis Duriau, associés au FDF, au Parti Socialiste et à Ecolo et Jean-Pierre Van Gorp (ancien des listes Nols).  Pour la première fois, des Belges d’origine marocaine puis albanaise, entrent au conseil communal, et six ans plus tard au sein du Collège communal.

## Campagne électorale controversée
En arrivant à dos de chameau à l'hôtel communal de Schaerbeek — mise en scène diffusée à la télévision belge le 31 décembre 1986 — Roger Nols caricaturait ce qui aurait résulté, selon lui, de l'extension du droit de vote aux étrangers.

## Du PRL au Front national
Il a été également élu député du Front démocratique des francophone (FDF) puis du PRL.  Le slogan de sa campagne électorale pour les élections de 1991 était : « Sécurité d'abord - Stop à l'invasion » (nord-africaine, comme l'image [Quoi ?] le démontrera).
En 1995, il rejoint le Front National de Daniel Féret avec d'autres transfuges du FDF et du PRL.  Roger Nols figure en deuxième place sur la liste du Sénat déposée par le FN pour les élections législatives.
En 1996, après le clash survenu en septembre 1995 au sein du Front national, l'ex-bourgmestre de Schaerbeek va soutenir Marguerite Bastien (venant également du PRL), la nouvelle députée fédérale et meneuse des frontistes anti-Féret.  Avec l'appui de Roger Nols, cette dernière va fonder un nouveau FN qui prend le nom de Front nouveau de Belgique (FNB) en 1996.  Le FNB reçoit alors l'appui du FN français de Jean-Marie Le Pen.
Il prend ses distances avec la fédération bruxelloise du Parti libéral et, aux élections régionales bruxelloises de 1999 notamment, se présente sur les listes du Front National, puis du FNB.
Remarié, il avait pris ses distances avec la politique pour des motifs de santé.
Il meurt le 13 mars 2004, à Dinant, à la suite des complications d’une tumeur au cerveau.

## Retournement du buste de Roger Nols
En 2017, le Mouvement contre le Racisme, l'Antisémitisme et la Xénophobie (MRAX) demande que le buste en marbre de Roger Nols soit retiré de l'hôtel communal de Schaerbeek où celui-ci est exposé depuis la mort de l'ancien bourgmestre. L'administration communale, alors dirigée par Bernard Clerfayt (DéFI) demande alors une étude au Brussels Studies Institute, plateforme de recherche mettant en relation monde académique et grand public en région bruxelloise. Un rapport est rendu en 2022 à la suite des recherches des historiens Serge Jaumain et Joost Vaesen, qui analyse le rôle de Roger Nols d'un point de vue historique, mais ne tranche pas la question du maintien ou non du buste.
Un groupe de travail, également mis en place par la commune en octobre 2023, propose alors que le buste soit conservé mais retourné, ce qui est fait le 5 décembre 2023. Le groupe de travail a proposé cinq autres actions dans le cadre du travail de mémoire autour de ce buste, notamment la création par des écoles schaerbeekoises d'un contre-objet, qui sera exposé en vis-à-vis du buste.